# Sool (Glarona Sud)
Sool (toponimo tedesco) è una frazione di 296 abitanti del comune svizzero di Glarona Sud, nel Canton Glarona.

## Geografia fisica
Il villaggio di Sool è situato a un'altitudine di 637 metri su una frana preistorica, tra le valli dei fiumi Linth e Sernf. Il villaggio di Schwanden si trova più in basso, alla confluenza di entrambi i fiumi.
Sool ha una superficie di 13,26 km² che copre una zona considerevole a nord e a est del villaggio. Quest'area si estende fino alla cima del Gufelstock (2.436 metri). Di questa superficie, il 23,6% è utilizzato per scopi agricoli, mentre il 42% è coperto da foreste. Del resto del territorio, l'1,2% è abitato (edifici o strade) e il resto (33,2%) è improduttivo (fiumi, ghiacciai o montagne).

## Storia
Sool viene menzionato per la prima volta tra il 1303 e il 1307 come soler tagwan.

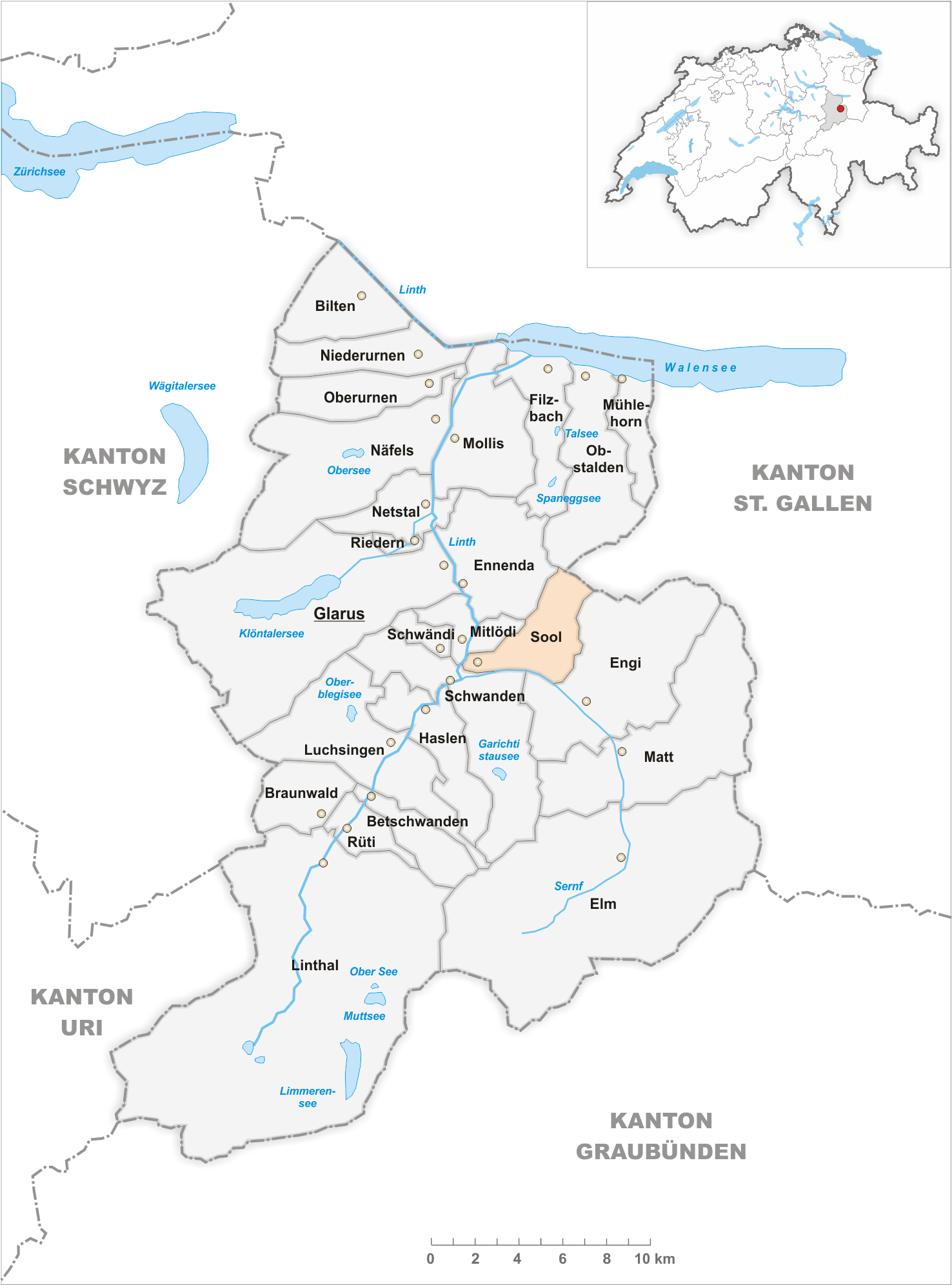
Il territorio del comune di Sool prima degli accorpamenti comunali del 2011

Già comune autonomo che si estendeva per 13,26 km² e che comprendeva anche le frazioni di Obersool, Untersool e Wart, il 1º gennaio 2011 è stato accorpato agli altri comuni soppressi di Betschwanden, Braunwald, Elm, Engi, Haslen, Linthal, Luchsingen, Matt, Mitlödi, Rüti, Schwanden e Schwändi per formare il nuovo comune di Glarona Sud.

## Società

### Evoluzione demografica
L'evoluzione demografica è riportata nella seguente tabella (fino al 1900 con Braunwald):
Abitanti censiti

## Amministrazione
Ogni famiglia originaria del luogo fa parte del comune patriziale che ha la responsabilità della manutenzione di ogni bene comune.